# 김란경
김란경(1992년 12월 16일~)은 대한민국의 골프 선수이다.